# 海天峰

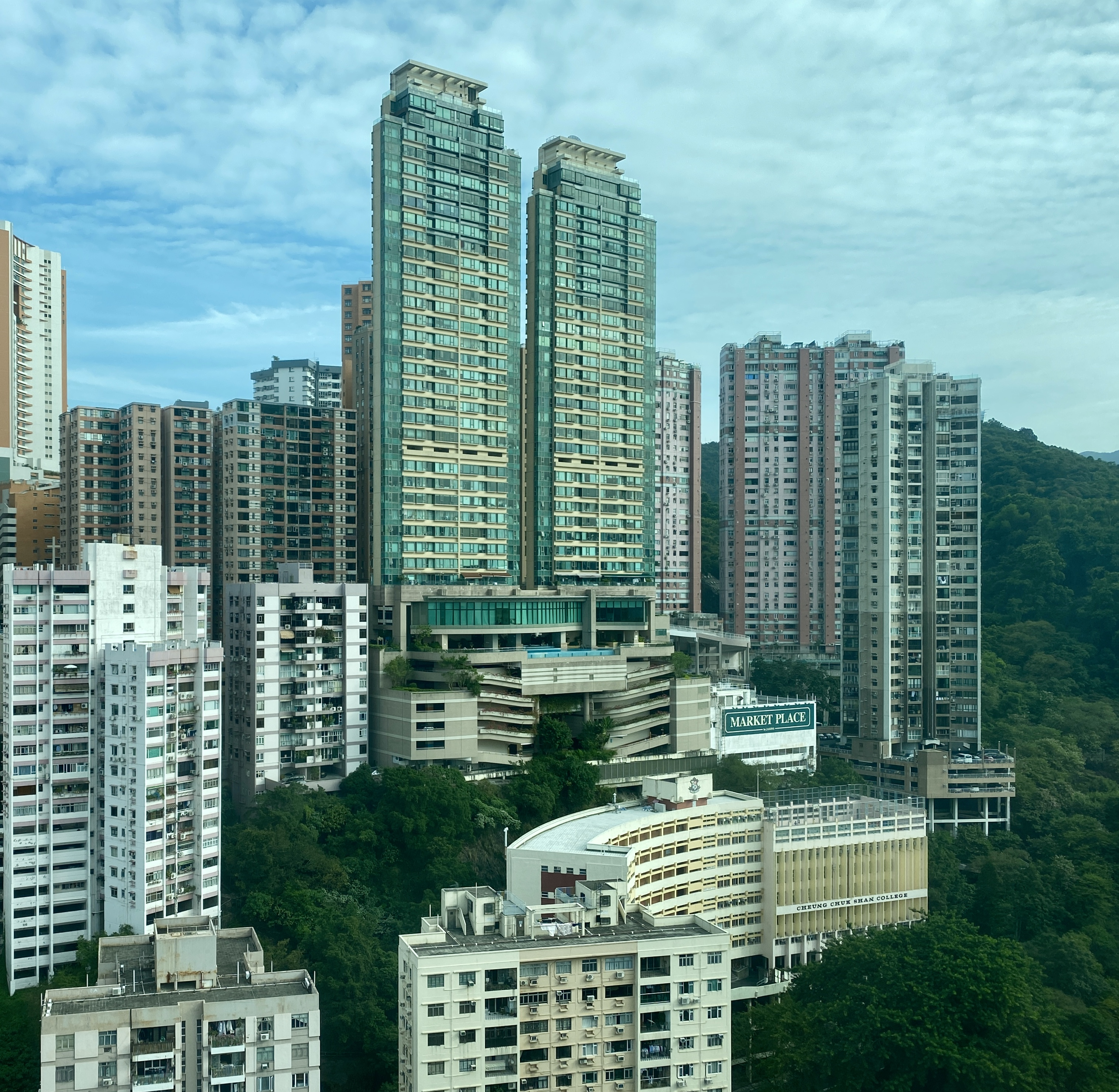
寶馬山海天峰

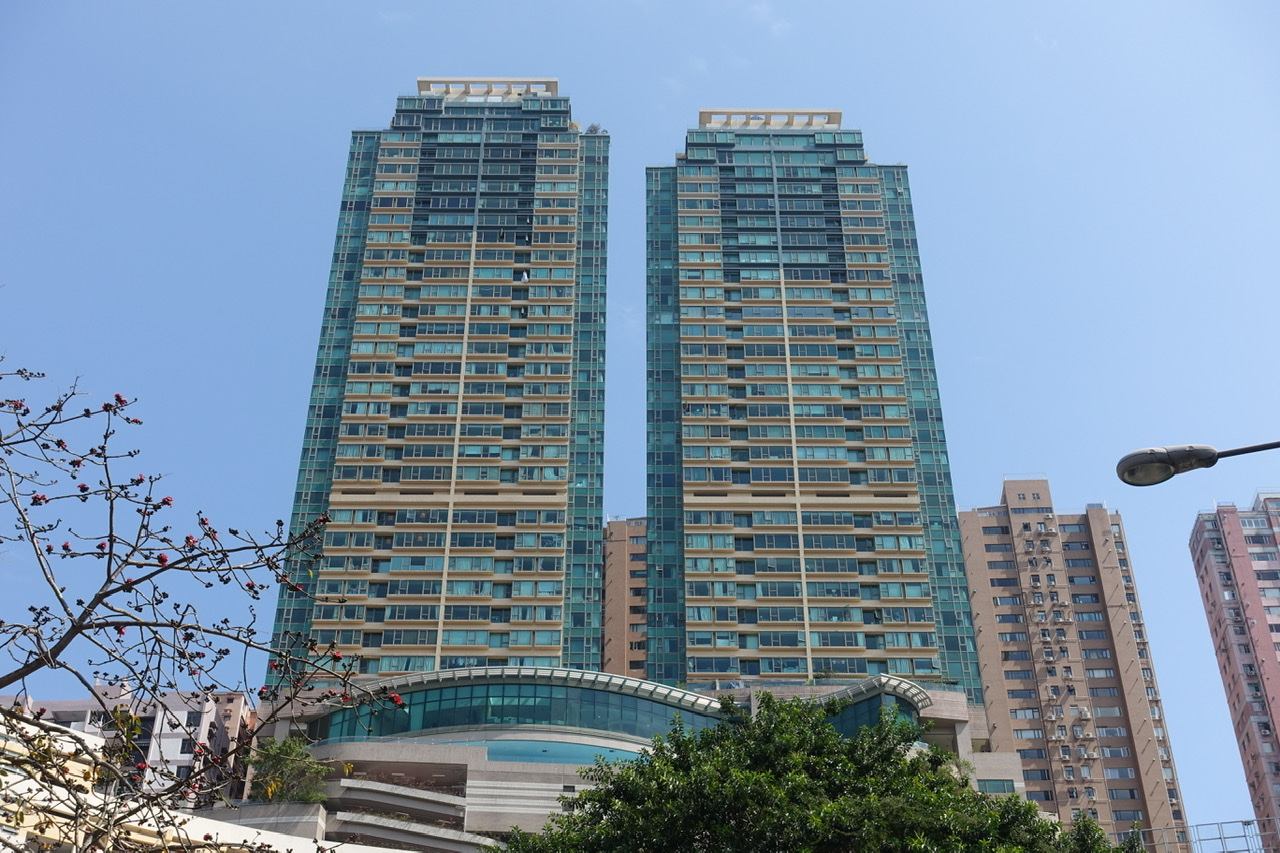

海天峰（英語：Sky Horizon）是位於香港港島寶馬山的一個豪華住宅，地址為雲景道35號。物業共2座，於2002年12月入伙。項目前身為香港高級公務員宿舍，發展商為信和集團，信置於1999年4月以接近六億元購入該地皮重建。項目由香港知名建築設計公司胡周黃建築設計(國際)負責設計，兩座樓高由35至37層不等，雙子塔式玻璃幕牆設計為雲景道地標建築。物業位處半山地勢較高位置，中層戶已能俯瞰維港及兩岸景色，兩座僅提供108戶維港煙花海景豪邸，均為一層兩伙設計。
每座提供標準分層戶型、2伙連平台花園戶型、2伙全層相連特色戶，以及2伙頂層複式連天台、平台花園特色戶。標準分層戶室內建築面積由1365呎到1439呎。相連特色戶約2804呎，頂層複式戶分別為2153與2227呎。實用面積由935呎至1935呎不等。項目基座為住客停車場以及2層達25,000呎的豪華住客會所，設施包括25米無邊際海景泳池、日光浴及桑拿室、健身室、戶外及室內兒童遊樂設施、閱讀室、宴會廳、平台花園、燒烤場等。